# Umbrete
Umbrete er en by og kommune i det sydlige Spanien i provinsen Sevilla. Den har et indbyggertal på 9.394 (2024) indbyggere.